# Der unheimliche Untermieter
Der unheimliche Untermieter (Originaltitel: Man in the Attic) ist ein US-amerikanischer Horrorfilm aus dem Jahr 1953 von Hugo Fregonese mit Jack Palance und Constance Smith in den Hauptrollen. Der Film wurde von Panoramic Productions produziert und von 20th Century Fox in den Verleih gebracht. Das Drehbuch basiert auf dem Roman The Lodger von Marie Adelaide Belloc Lowndes, der zuvor schon mehrfach verfilmt wurde, u. a. 1927 von Alfred Hitchcock mit Der Mieter und 1944 von John Brahm mit Scotland Yard greift ein.

## Handlung
1888 ist ganz England entsetzt über die grausamen Morde an Straßenmädchen im Londoner Stadtteil Whitechapel. Eines Nachts, obwohl dreitausend Polizisten in der Gegend patrouillieren, fordert der Killer, der Jack the Ripper genannt wird, sein viertes Opfer. Am selben Abend werden William Harley, ein erfolgloser Geschäftsmann, und seine Frau Helen von einem Besuch von Mr. Slade überrascht, der an ihren zu vermietenden Zimmern interessiert ist. Slade äußert sich bestürzt über die Zeichnungen von Schauspielerinnen aus alten Zeiten im Salon, ist aber an dem Dachboden interessiert, der sich seiner Meinung nach für Experimente eignen soll. Slade erklärt, dass er ein Pathologe mit unregelmäßigen Arbeitszeiten sei, und bietet Helen mit leiser Stimme eine Monatsmiete im Voraus an. Helen, die neugierig auf Slades Abneigung gegen Schauspielerinnen ist, erzählt ihm, dass ihre Nichte, die Schauspielerin Lily Bonner, nach einem erfolgreichen Auftritt in Paris bald in London Premiere feiern wird.
Am Abend von Lilys Premiere zögert Daisy, das Hausmädchen der Harleys, da sie trotz der Anwesenheit von tausend zusätzlichen Polizisten in der Gegend nicht allein nach Hause gehen möchte. Slade lernt die schöne Lily kennen, die von dem schüchternen, einsamen Untermieter fasziniert ist. Als Lily sich in ihrer Garderobe fertig macht, bekommt sie Besuch von der verblassten Schauspielerin Annie Rowley, die zugibt, dass sie jetzt in einem Bordell arbeitet. Obwohl Lily Annie helfen möchte, verschwindet sie. Lily geht auf die Bühne, wo ihre freizügigen Tänze mit Applaus begrüßt werden. Nach der Show bekommt Lily Besuch von Inspector Warwick vom Scotland Yard, der ihr mitteilt, dass Annie das neueste Opfer des Rippers geworden ist. Die Polizei glaubt jedoch, eine Spur zu haben, da ein Mann in einem Ulster und einer kleinen schwarzen Tasche in der Nähe von Annies Leiche gesehen wurde.
Am nächsten Morgen besucht Warwick das Haus der Harleys, um Lily zu sehen, in die er sich verliebt hat. Als er Slade vorgestellt wird, empfindet Warwick jedoch eine sofortige Abneigung gegen ihn. Slade erwidert seine Abneigung, denn beide Männer sind eifersüchtig auf das Interesse des anderen an Lily. Warwick legt seine Theorie dar, dass der Ripper Linkshänder und ein Wahnsinniger ist, der wahllos tötet, aber Slade antwortet, dass er den Ripper niemals fangen wird, da er nur das tut, was er tun muss, weil er ist, wer er ist. Bald darauf wird Helen unruhig, als sie entdeckt, dass Slade eine kleine schwarze Tasche verbrannt hat, obwohl William ihr zeigt, dass er eine ähnliche Tasche versteckt hat, weil jeder Mann, der eine solche Tasche trägt, unter Verdacht steht. Am nächsten Tag trinkt Slade Tee mit der koketten Lily, die ihn zu seiner großen Überraschung und Freude küsst. Slade wendet sich jedoch ab, als sie ihn nach seiner Abneigung gegen Schauspielerinnen fragt. Slade enthüllt, dass seine Mutter Schauspielerin war und dass ihre außergewöhnliche Schönheit „das elende Herz einer Jezebel“ verbarg, und dass sein Vater, nachdem sie ihn für einen jüngeren Mann verlassen hatte, als Trunkenbold starb. Slade erzählt, dass seine Mutter schließlich eine alkoholkranke Straßenhure wurde und auf den Straßen von Whitechapel starb. Lily ist überrascht von der Tiefe seiner widersprüchlichen Gefühle für sie. Ihre Diskussion wird von Warwick unterbrochen, der Lily einlädt, das Black Museum von Scotland Yard zu besichtigen, das Artefakte berüchtigter Mörder enthält. Slade begleitet sie und ist angewidert von Warwicks Haltung gegenüber den Artefakten, die er stolz als Trophäen betrachtet. Warwick vermutet, dass der Ripper sein Muster, alle fünf oder sechs Tage zu töten, durchbrochen hat und dass der Drang zum Töten in ihm wachsen muss. Wütend über Warwicks angebliches Wissen über den Ripper sagt Slade voraus, dass er in dieser Nacht zuschlagen wird.
Ein paar Stunden später wird die irische Einwanderin Mary Lenihan ermordet, und bald darauf wacht Lily zu Hause auf und findet Slade vor, wie er seinen Ulster verbrennt. Obwohl die Flecken auf seinem Mantel wie Blut aussehen, behauptet Slade, dass er den Ulster verbrennt, um eine Verunreinigung durch ein verpfuschtes Experiment zu verhindern. Am nächsten Morgen will eine nervöse Helen die Polizei über Slades seltsame Aktivitäten informieren, aber William weigert sich zuzuhören und versichert Slade, dass er willkommen ist, zu bleiben. Slade erzählt Lily, dass er an diesem Abend ihre Show besuchen wird, obwohl er eifersüchtig bemerkt, dass Warwick auch kommen wird. Unterdessen bestätigt Warwick, der Slade gegenüber misstrauisch ist, dass er Pathologe am Universitätskrankenhaus ist, und kommt später am Abend im Haus der Harleys an, um Lily ins Theater zu begleiten. Bevor Lily nach unten kommt, informiert William Warwick widerwillig über Slades Exzentrizitäten. Der Inspektor durchsucht Slades Zimmer in der Hoffnung, einen Fingerabdruck zu erhalten, den er mit einem vergleichen kann, der am letzten Tatort gefunden wurde. Lily ist empört, als sie Warwick dabei erwischt, wie er in Slades Sachen herumschnüffelt und ein Porträt seiner Mutter stiehlt, und beschimpft ihn.
Im Theater wird Slade zunehmend verzweifelt über die lasziven Blicke, die Lilys Tanzen auf sich zieht, während Warwick bei Scotland Yard bei seinen Bemühungen, Slades Fingerabdrücke mit denen des Rippers abzugleichen, frustriert ist. Sergeant Bates löst den Fall jedoch, als er auf dem Porträt von Slades Mutter Anne Lawrence erkennt, das erste Opfer des Rippers. Warwick und seine Männer eilen zum Theater und suchen nach Slade, der mit Lily in ihrer Garderobe ist. Slade fleht Lily an, mit ihm wegzugehen, weit weg von den Blicken anderer Männer, aber die nervöse Lily erklärt, dass sie die Schauspielerei niemals aufgeben würde, trotz ihrer Zuneigung zu ihm. Voller Angst erklärt Slade, dass er das Böse aus ihrer Schönheit herausschneiden müsse, und hält Lily ein Messer an die Kehle. Lily keucht, dass Slade ihr nichts antun könne, weil er sie liebe, und als Warwick und seine Männer an die Tür hämmern, lässt Slade sein Messer fallen und flieht durch das Fenster. Nach einer langen Verfolgungsjagd durch die Straßen von Whitechapel erreicht Warwick die Themse, in der Slade verschwunden ist. Warwick sucht nach dem Mörder, es stellt sich schließlich heraus, dass er ertrunken ist. Der Inspektor vermutet, dass der Fluss nicht so tief und dunkel ist wie der, zu dem Slade unterwegs ist.

## Hintergrund
Gedreht wurde der Film vom 25. August bis zum 22. September 1953 in den RKO-Pathé-Studios in Hollywood.
Am 26. August 1953 wurde berichtet, dass „Hugo Fregonese gemäß seiner persönlichen Politik, in jedem Film, bei dem er Regie führt, in einer Nebenrolle aufzutreten, als Mitglied der französischen Sûreté zu sehen sein wird“. In der gezeigten Fassung waren jedoch keine französischen Gendarmen zu sehen. Einer anderen Pressemeldung vom August 1953 zufolge war Al Segal ursprünglich als Choreograph für den Film verpflichtet worden, musste sich jedoch einer Notoperation am Blinddarm unterziehen und wurde durch Willetta Smith ersetzt.
Leonard Goldstein, zuvor Produzent bei 20th Century Fox, gründete Panoramic im Juli 1953, um B-Filme (keine CinemaScope-Filme) für die Veröffentlichung durch Fox zu produzieren, das sich damals auf seine hochbudgetierten A-Filme in CinemaScope konzentrierte. Als Panoramic gegründet wurde, durfte Goldstein zehn Filmstories von Fox auswählen, darunter Lowndes‘ Roman „The Lodger“. Laut einem Presseartikel vom 15. Juli 1953 erhielt Goldstein auch Zugang zu Fox‘ Liste von Vertragsschauspielern und Crewmitgliedern, „von denen viele aufgrund der geringeren CinemaScope-Produktionen normalerweise entlassen worden wären und eine Abfindung bezogen hätten“. Der Artikel spekulierte, dass Panoramic für die Filme jeweils ein Budget von etwa 500.000 US-Dollar (2024: fast 5,9 Millionen Dollar) vorsehen würde und dass Goldstein eine Fixsumme für jeden Film plus einen Prozentsatz des Gewinns erhalten würde. Im September 1953 wurde der Vertrag zwischen den Studios um weitere zehn Filme erweitert.
Leland Fuller und Lyle R. Wheeler oblag die künstlerische Leitung. William Travilla war für das Kostümbild zuständig. Verantwortlicher Toningenieur war Arthur von Kirbach.

## Musik
Folgende Songs wurden im Film gespielt:
- The Parisian Trot von Lionel Newman und Charles Henderson
- You're in Love und The Dear Little Shamrock of Ireland, Komponisten unbekannt

## Synchronisation
Die deutsche Synchronfassung entstand im Auftrag der Kaudel-Film GmbH unter der Dialogregie von Richard Busch, der auch das Dialogbuch verfasste.
| Rolle        | Schauspieler    | Deutscher Synchronsprecher |
| ------------ | --------------- | -------------------------- |
| Slade        | Jack Palance    | Friedrich Joloff           |
| Lily Bonner  | Constance Smith | Tilly Lauenstein           |
| Annie Rowley | Lillian Bond    | Lola Luigi                 |

## Veröffentlichung
Die Premiere des Films fand am 31. Dezember 1953 in San Francisco statt. In der Bundesrepublik Deutschland kam er am 3. September 1954 in die Kinos, in Österreich im November 1954.

## Kritiken
Der Filmkritiken-Aggregator Rotten Tomatoes hat in einer Auswertung von über 250 User-Kritiken ein Publikumsergebnis von 29 Prozent positiver Bewertungen ermittelt.
Howard Thompson von der The New York Times befand, die Neuverfilmung des Brahm-Films sei ein Grund, dass Mrs. Lowndes und Jack the Ripper im Grabe rotieren. In dieser unglaublich einfältigen Version, die Robert Presnell Jr. und Barré Lyndon zugeschrieben wird, sei der mysteriöse Mann ungefähr so offensichtlich wie King Kong, auf Kosten der Charakterisierung, Atmosphäre und Spannung. Regisseur Hugo Fregonese fülle den Bildschirm träge mit großartigen, keuchenden Nahaufnahmen des Protagonisten, während das zwitschernde Paar und einige Polizisten in nervöser Dummheit herumstolpern. Die zufälligen Morde in den Gassen seien nachlässig eingefügt.
Der Kritiker des TV Guide sah ein gelungenes, aber minderwertiges Remake des Films von 1944 mit Jack Palance als perfekte Besetzung.
Das Lexikon des internationalen Films schrieb: „Inszenatorisch und gedanklich eher mäßig, auffallend durch die reizvoll eingefangene düstere Atmosphäre sowie die Präsenz des Hauptdarstellers.“